# Parian ware

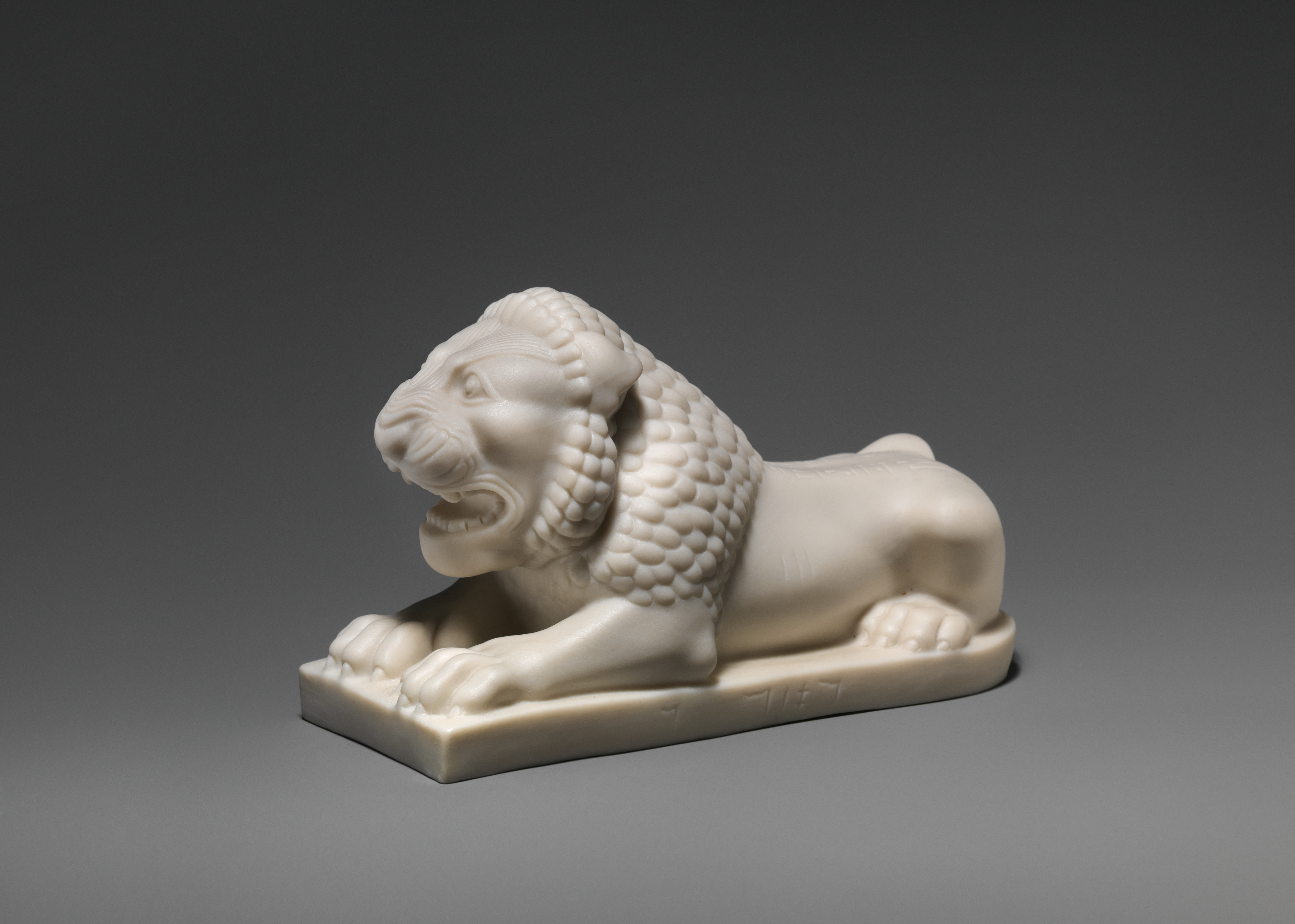
Aaron Hays, Copeland & Garrett, Figure de lion, 1878, New-York, MET.

La céramique appelée Parian ware est un type de biscuit imitant le marbre. Il a été développé vers 1845 par la manufacture de Mintons et nommé d'après Paros, l'île grecque réputée pour son marbre blanc texture fine, utilisé depuis l'antiquité pour la sculpture. Elle était également appelée à l'époque Statuary Porcelain par Copeland. Les Parian wares ont été essentiellement conçus pour imiter le marbre sculpté, avec le grand avantage qu'il pouvait être préparé sous forme liquide et coulé dans un moule, permettant une production en série.

## Invention
L'histoire des débuts de l'invention de Parian était confuse à l'époque, avec plusieurs entreprises produisant des biscuits, travaillant simultanément pour produire un matériau amélioré et clamant qu'elles en étaient à l'origine. Le premier à revendiquer son invention fut Thomas Battam, directeur du département artistique de l'usine Copeland, qui lui donna le titre de Statuary Porcelain. En 1842, Copeland a produit quelques modèles, achetés par le duc de Sutherland, dont la finition imitait de près quelques marbres de sa collection. On pensait cependant que le matériau de Battam était une version du grès. La date la plus probable pour l'invention des Parian wares est 1845 lorsque Minton a produit des essais, avec des versions en vente en juin 1845. Les juges à l'Exposition universelle de 1851 étaient indécis quant à l'attribution de l'invention à un inventeur; 
 (...) le Jury a conclu qu'il ne pouvait pas recommander l'attribution de la Médaille du Conseil pour l'invention de Parian sans se prononcer sur la revendication de priorité entre les très éminentes firmes, qui ont chacune fait valoir cette revendication avec la même confiance. Nous n'avons pas estimé qu'il était de notre devoir de prendre une telle décision ; d'autant qu'il apparaît de la déclaration de chaque partie que, quelle que soit la première des deux à produire publiquement des objets dans ce matériau, les deux travaillaient simultanément avec succès vers le même résultat. 

## Fabrication artisanale
Les Parian wares pourrait également être fabriqués à la main plutôt que par le moulage habituel, la production d'une rose par un artisan est décrite en 1859, bien que l'on ne sache pas si c'est dans l'usine de Minton ou de Copeland.

## Composition
Les Parian wares ont une finition plus vitrifiée que la porcelaine en raison d'une proportion plus élevée de feldspath.

## Usages
Les Parian wares ont été utilisés principalement pour les bustes et les figurines, et parfois pour les plats et les petits vases, tels que ceux qui pourraient être sculptés dans le marbre. En 1845, dans le cadre d'un effort concerté pour élever le goût du public et améliorer les manufactures, l'Art Union of London a chargé Copeland de réaliser une série de figures d'après les œuvres de grands sculpteurs contemporains. Mintons et Wedgwood ont produit des marchandises similaires, également connues sous le nom de Statuary Porcelain. La technique des Parian wares a été initialement utilisée pour un travail de qualité relativement élevée, mais elle a fini par être utilisée par de nombreux fabricants et a considérablement perdu son cachet. Belleek Pottery produit encore aujourd'hui des Parian wares.

## Fabricants britanniques
Il y avait de nombreux fabricants de Parian wares britanniques au XIXe siècle, parmi ces deux plus grands, Minton et Copeland.
- Minton
- Copeland
- Wedgwood Carrara
- Bustes et figures de Worcester
- Robinson et Leadbeater Figures et Bustes Portrait
- Goss
- John Adams & Co.
- William Adams & Co.